# Energie (esoterismus)
Výraz energie, často s přívlastkem duchovní, spirituální či kosmická, označuje v rámci esoterismu, parapsychologie či pseudovědy různé druhy sil, jejichž prostřednictvím údajně funguje magie, léčitelství a různé paranormální jevy. Toto pojetí energie se výrazně liší od vědeckého pojetí energie a taková energie je vědeckými metodami neměřitelná a její existence neověřitelná. Vědci a populizátoři vědy proto často užití slova energie v tomto kontextu kritizují.

Tyto energie jsou často ztotožňovány s životní silou, tedy silou zásadně odlišující živé od neživého, víra v níž je velmi stará a lze jí nalézt například u řeckého lékaře Galéna z 3. století př. n. l. Vitalismus ve vlastní slova smyslu však vznikl až v počátcích moderní vědy v 16. a 17. století jako opozice k mechanistickému pojetí živých tvorů, jež se objevuje například u Descarta. V 19. století navazuje dále na objevy a poznatky fyziky (například pojem éteru).

Podle vitalistů nelze pohyb, vnímání a vývoj živých bytostí vysvětlit pomocí karteziánské mechaniky. V 19. století byl vitalismus zpravidla odmítnut, ale nacházel své zastánce i ve 20. století, především Hanse Driescha a Henriho Bergsona, autora pojmu élan vital. Životní sílu ztotožnil švýcarský lékař a psychoterapeut Franz Anton Mesmer na konci 18. století s magnetismem, jež podle jeho názoru proudí skrze živé tvory skrze jev nazývaný živočišný magnetismus či biomagnetismus.
Ve 30. letech 20. století rakousko-americký psychiatr a psychoanalytik Wilhelm Reich přišel s jinou koncepcí životní síly – orgonovou energií, jež má být tvořivou sílou v přírodě. Z člověka má být tato energie uvolňována především při orgasmu a zároveň také může být akumulována ve zvláštním přístroji, který Reich sám sestrojil a prodával.
Životní síle se podobá i takzvaná bioenergie, což má být energie vlastní pouze živým tvorům jejímž studiem se zabývá bioenergetika. Ve vědě se však bioenergií myslí obnovitelná energie získaná z biologických zdrojů, zatímco bioenergetikou oblast biochemie a buněčné biologie, která se týká energetických toků v živých systémech. Pojem v tomto významu vychází z díla psychoterapeuta Alexandera Lowena, zakladatele bioenergetické analýzy, jež je formou tělesné bioterapie Wilhelma Reicha, jehož žákem Lowen byl. Koncept je spojován například s indickým učením o čakrách nebo meridiány v tradiční čínské medicíně.
Mezi další formy životní síly či duchovní energie, které byly navrhovány patří ódická síla Karla Reichenbacha, síla vril z románu Edwarda Bulwera-Lyttona a hormická energie Williama McDougalla nebo kosmo-elektrická energie George Starra Whitea. Taktéž byly ztotožňovány s Aristotelovou entelechií a éterem, stoickým pneumatem, indickou pránou, Paracelsovým archeem nebo Freudovým libidem. Mezi další energie objevující se v esoterických a pseudovědeckých učeních patří například pyramidová energie.

## Esoterní energie v populární kultuře
Takto pojatá energie se objevuje i ve sci-fi, jako například koncept "Síly" v Hvězdných válkách.